# Казоле-Бруціо
Казоле-Бруціо (італ. Casole Bruzio, сиц. Casule) — муніципалітет в Італії, у регіоні Калабрія, провінція Козенца.
Казоле-Бруціо розташоване на відстані близько 440 км на південний схід від Риму, 50 км на північний захід від Катандзаро, 8 км на схід від Козенци.
Населення — 2563 особи (2014).
Щорічний фестиваль відбувається 17 липня. Покровитель — Свята Марина (Santa Marina).

## Демографія
Населення за роками:

Станом на 31 грудня 2014 року в муніципалітеті офіційно проживало 35 іноземців з 11 країн, серед них 16 громадян країн Євросоюзу та 7 громадян України.

## Сусідні муніципалітети
- Челіко
- Козенца
- Педаче
- Ровіто
- Серра-Педаче
- Спеццано-делла-Сіла
- Спеццано-Пікколо
- Трента